# جامعة الأزهر
جامعة الأزهر هي جامعة مصرية، تُعتبر ثالث أقدم جامعة في العالم بعد جامعتي الزيتونة والقرويين، تتبع للأزهر الشريف، ومقرها الرئيسي بالعاصمة المصرية القاهرة، أنشئت سنة 970م، ويسجل التاريخ أن (الأزهر) أنشئ في أول عهد الدولة الفاطمية بمصر جامعًا باسم (جامع القاهرة، الذي سمى الأزهر فيما بعد) حيث أرسى حجر أساسه في الرابع والعشرين من جمادى الأولى 359هـ/970م، وصلى فيه الخليفة المعز لدين الله الفاطمي ثاني خلفاء الدولة الفاطمية صلاة الجمعة الأولى من شهر رمضان سنة 361هـ/972م، إيذانا باعتماده الجامع الرسمي للدولة الجديدة، ومقرا لنشر الدين والعلم في حلقات الدروس التي انتظمت فيه، وبدأها القاضي أبو حنيفة بن محمد القيرواني قاضي الخليفة المعزلدين الله، وتولى التدريس أبناء هذا القاضى من بعده وغيرهم، إلى جانب دراسة علوم أخرى في الدين واللغة والقراءات والمنطق والفلك. وتحتل الجامعة طبقا لمؤشر مجلة تايمز للتعليم العالي المركز 801 مستوى العالم والمركز الأول على مستوى مصر لعام 2023 - 2024

## تاريخ

### الفاطميون

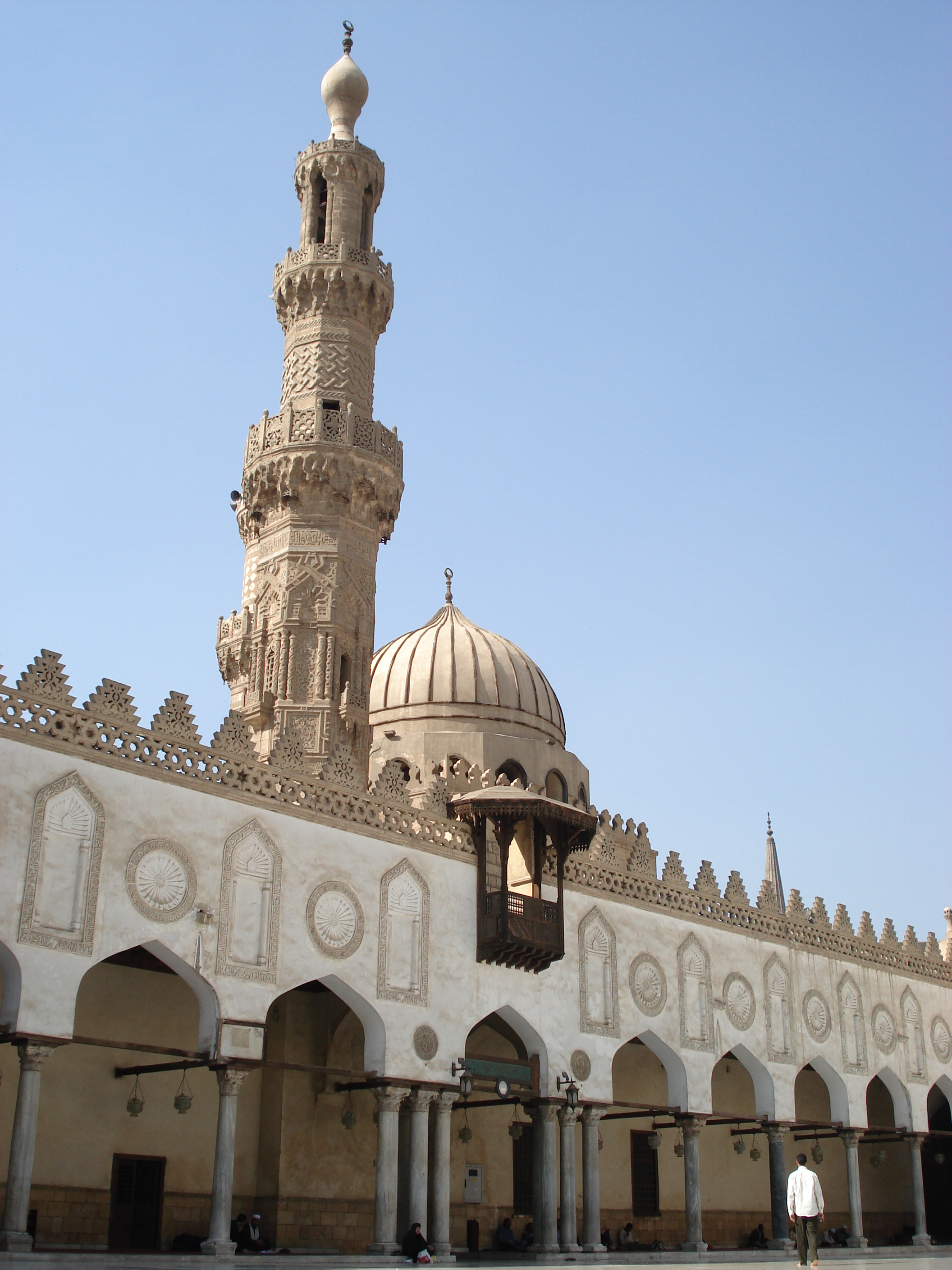
الجامع الأزهر بالقاهرة، مصر

الأزهر هو أحد بقايا السلالة الفاطمية الشيعية الإسماعيلية، التي ادعت أنها سلالة فاطمة، ابنة محمد وزوجة علي صهر وابن عم محمد. كانت تسمى فاطمة الزهراء (ومضيئة)، وكان اسمه المؤسسة في شرفها. أسسها القائد الفاطمي جوهر الصقلي كمسجد بأمر من الخليفة والإمام المعز لدين الله عندما أسس مدينة القاهرة. بدأ (ربما يوم السبت) في جمادى الأولى عام 359 هـ (آذار / أبريل 970 م). تم الانتهاء من بنائه في التاسع من رمضان عام 361 هـ (24 يونيو 972 م). وأضاف الخليفة العزيز بالله والخليفة الحكيم بأمر الله إلى مقرها. ثم رممه المستنصر بالله والحافظ لدين الله. لطالما شجع الخلفاء الفاطميون العلماء والفقهاء على إقامة حلقات دراسية وتجمعات في هذا المسجد، وبالتالي تحول إلى مدرسة يُدّعى أنها تعتبر أقدم مؤسسة لا تزال تعمل.

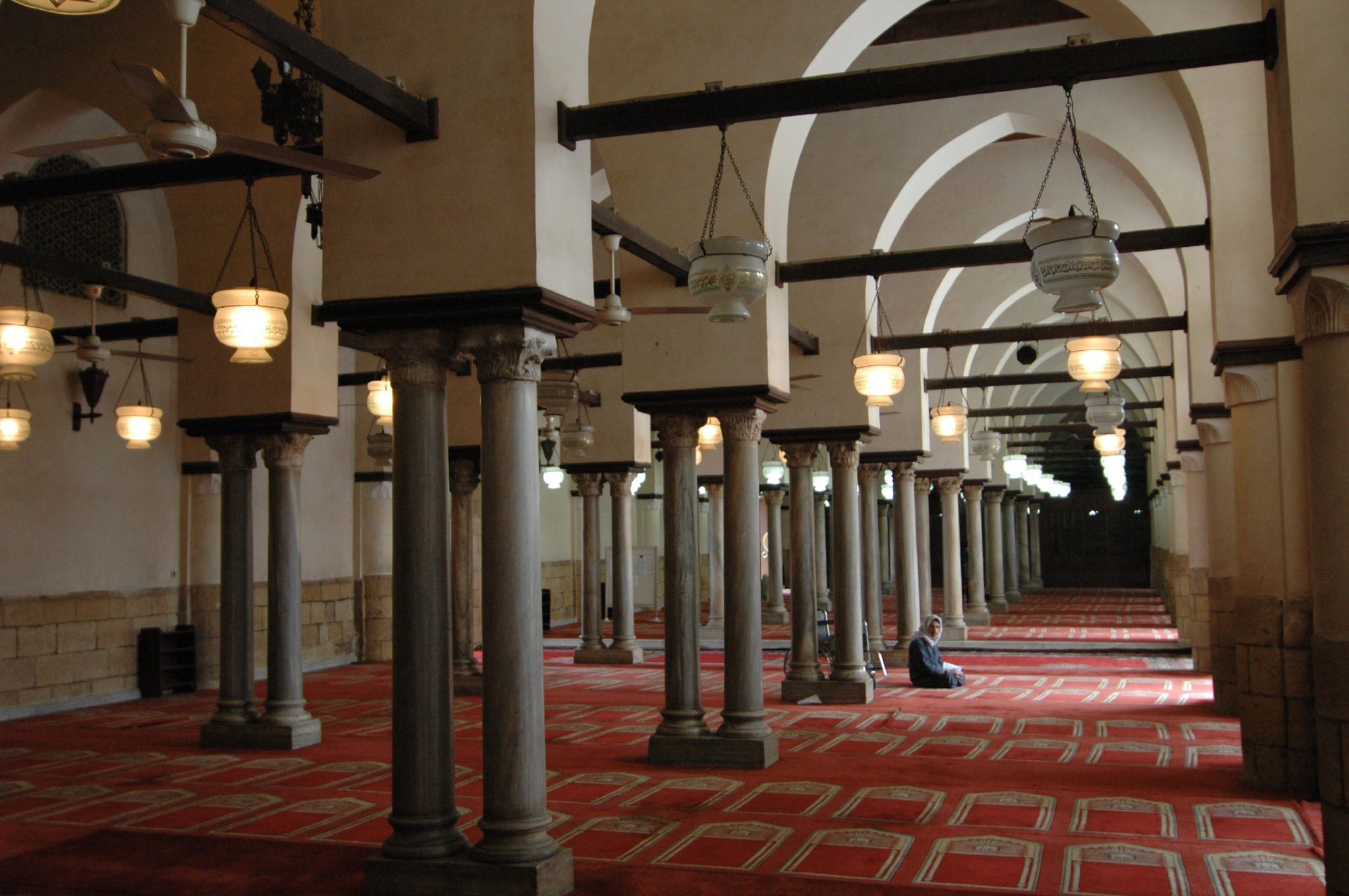
الجزء الداخلي من الجامع الأزهر يسار

بدأت الدراسات في الأزهر في شهر رمضان عام 975. وفقًا لسيد فريد العطاس، كان للجامعة كليات في الشريعة والفقه الإسلامي، وقواعد اللغة العربية، وعلم الفلك الإسلامي، والفلسفة الإسلامية، والمنطق. اهتم الفاطميون بالدراسات الفلسفية في الوقت الذي أعلن فيه الحكام في البلدان الأخرى أن أولئك الذين ينخرطون في الأنشطة الفلسفية هم مرتدون وزنادقة. وجد الفكر اليوناني ترحيباً حاراً من الفاطميين الذين وسعوا حدود مثل هذه الدراسات. لقد أولى وا اهتمامًا كبيرًا بالفلسفة وقدموا الدعم لكل شخص معروف بمشاركته في دراسة أي فرع من فروع الفلسفة. دعا الخليفة الفاطمي العديد من العلماء من الدول المجاورة وأبدى اهتمامًا كبيرًا بالكتب الجامعية في مختلف فروع المعرفة وفي جمع أفضل الكتابات في مختلف الموضوعات وذلك لتشجيع العلماء ودعم قضية المعرفة. دمر صلاح الدين هذه الكتب.

### الأيوبيون

مخطط الطابق الجامع الأزهر

في القرن الثاني عشر، بعد الإطاحة بالإسماعيلية الفاطمية، قام صلاح الدين (مؤسس الأسرة الأيوبية السنية) بتحويل الأزهر إلى مركز تعليمي سني شافعي. لذلك، فإن موسوعة الإسلام (ليدن، 1936، المجلد الثالث، ص. 353): «بيعت جميع كنوز القصر، بما في ذلك الكتب، على مدى عشر سنوات. تم إحراق العديد منهم، أو إلقاءهم في النيل، أو إلقاءهم في كومة كبيرة، كانت مغطاة بالرمال، بحيث تم تشكيل» تلة من الكتب«اعتاد الجنود على نعل أحذيتهم بالأغلفة الدقيقة. عدد الكتب التي قيل أنه تم التخلص منها يتراوح من 120.000 إلى 2.000.000». ألقى عبد اللطيف محاضرات عن الطب الإسلامي في الأزهر، بينما وفقًا للأسطورة، ألقى الفيلسوف اليهودي موسى بن ميمون محاضرات عن الطب وعلم الفلك هناك في زمن صلاح الدين على الرغم من عدم وجود دليل تاريخي يدعم ذلك.
أدخل صلاح الدين نظام الكلية في مصر، والذي تم اعتماده أيضًا في الأزهر. بموجب هذا النظام، كانت الكلية مؤسسة منفصلة داخل مجمع المسجد، مع فصولها الدراسية ومهاجعها ومكتبة.
وبقيام الدولة الأيوبية في مصر (567هـ) تحركت بكل الجهد لإزاحة المذهب الشيعي وطمس رسوم الدولة الفاطمية، وإحلال مذهب أهل السنة في الجامع الأزهر، وفي عدة مدارس أنشئت لتعزيزه ومنافسته في حركته المذهبية والعلمية الجديدة.
وفي العصر المملوكي بمصر اتجهت همة السلاطين من المماليك إلى إعمار الجامع الأزهر، وإسباغ الرعاية على علمائه وطلابه بالمنح والهبات والأوقاف، وأتيح للأزهريين المشاركة في النهضة العلمية
والاجتماعية والثقافية في الدولة، وتصاعدت هذه المكانة إلى أن كان لهم دور أكثر في توجيه سياسة الحكم

### المماليك
في عهد المماليك، اكتسب الأزهر نفوذاً وارتقى بهيبته. حدد المماليك رواتب المعلمين ورواتب الطلاب وقدموا للمؤسسة وقفا.
خلال هذا الوقت كان في القاهرة 70 مؤسسة أخرى للتعليم الإسلامي، ومع ذلك، اجتذب الأزهر العديد من العلماء بسبب مكانته. درس ابن خلدون الشهير في الأزهر عام 1383.
خلال هذا الوقت كانت النصوص قليلة وكان الكثير من التعلم يتم من خلال الطلاب الذين يحفظون محاضرات وملاحظات معلميهم. في الواقع، تم تسجيل الأولاد المكفوفين في الأزهر على أمل أن يتمكنوا في نهاية المطاف من كسب لقمة العيش كمدرسين.

### العثمانيون

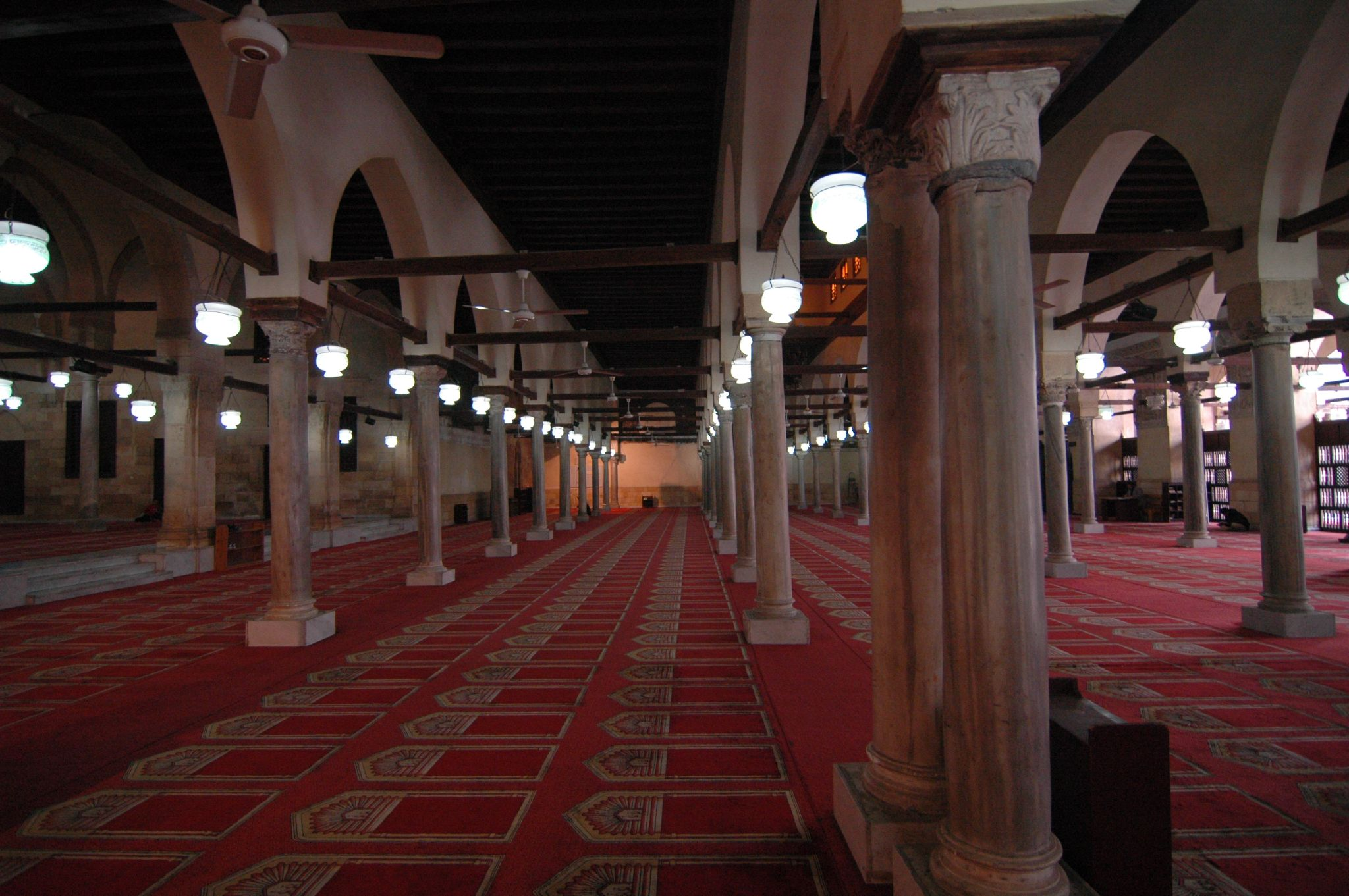

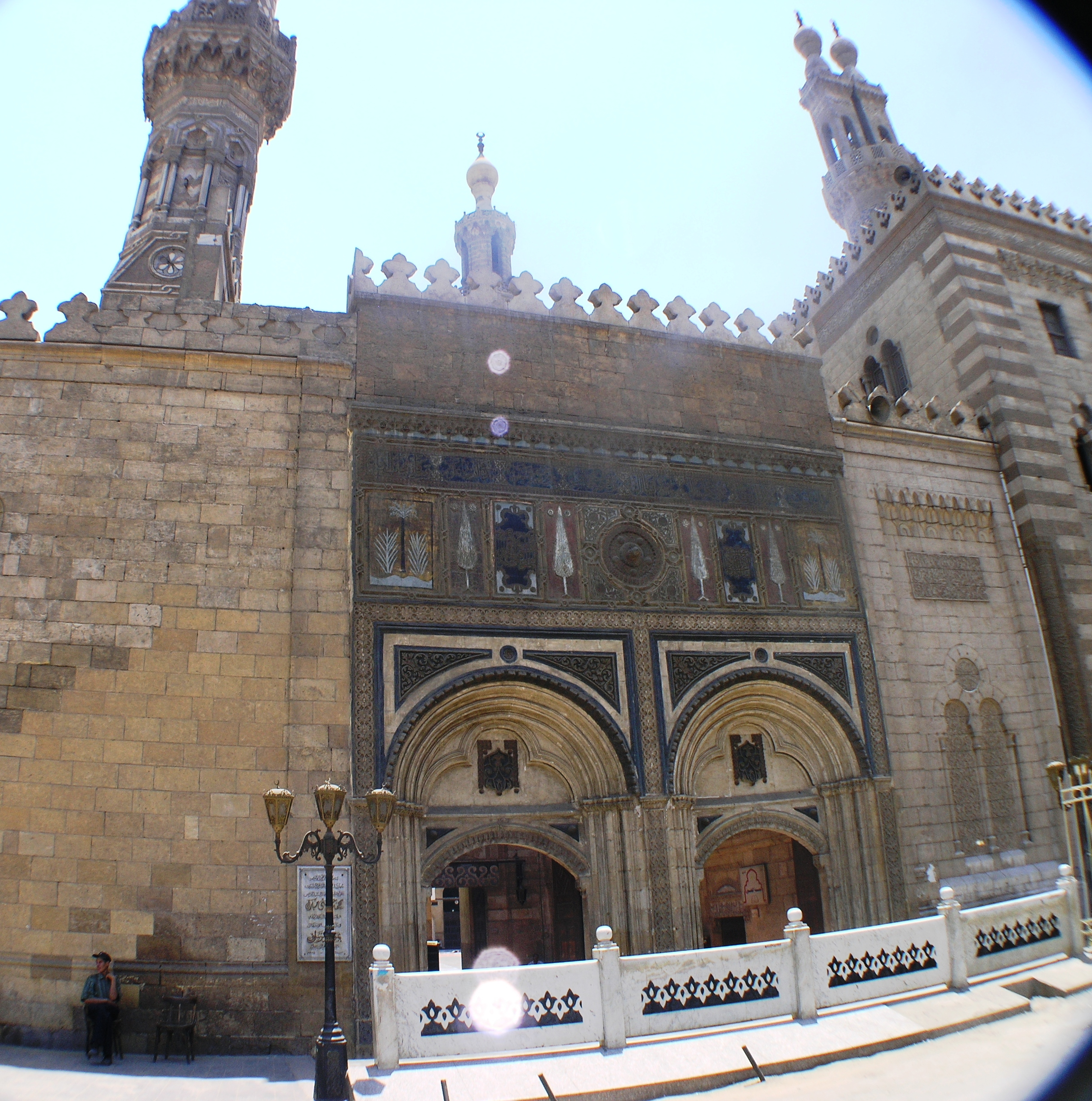
مدخل الجامع والجامعة. تظهر مئذنة قنصة الغوري على اليمين.

أنشئ منصب (شيخ الأزهر) في أواخر القرن الحادي عشر الهجري (السابع عشر الميلادي) وحدث ركود نسبي إثر قيام السلطان سليم الأول العثماني بترحيل عدد من علماء الأزهر إلى الأستانة، عاصمة الدولة العثمانية، وكانوا طائفة صالحة من نواب القضاة على المذاهب السنية الأربعة، فضلا عن ترحيل عدد كبير من الصناع المهرة والعمال الفنيين
خلال ذلك الوقت لم يكن هناك نظام للدرجات الأكاديمية، وبدلاً من ذلك، حدد الشيخ (الأستاذ) ما إذا كان الطالب مدربًا بشكل كافٍ لدخول الأستاذ (الإجازة). كان متوسط مدة الدراسة 6 سنوات. على الرغم من الافتقار إلى البيروقراطية، ظل التدريب صارمًا وطويل الأمد. كان الطلاب منظمين بشكل فضفاض في الرواق (نوع من الأخوة) منظمين حسب جنسيتهم وفرع الشريعة الإسلامية الذي درسوه. كل رواق كان يشرف عليه أستاذ. رئيس الجامعة، عادة أستاذ كبير، يشرف على الشؤون المالية.
ثم جاءت الحملة الفرنسية على مصر سنة 1798م، وفيما يخص الأزهر أدرك نابليون بونابرت قائد
الحملة مدى أهمية الأزهر، وقوة تأثير شيوخه في نفوس الشعب المصري، فحاول -ونجح- في التودد
إلى طائفة منهم، وجعل ينتهز الفرصة تلو الفرصة للاجتماع بهم، ويتحدت إليهم في موضوعات علمية
حول بعض آى القرآن، ويشعرهم باحترامه لنبي الإسلام، فيخرجون من عنده وكلهم لسان ثناء عليه، يشيعونه فيمن يخالطونهم.
وعندما أنشأ نابليون (ديوان القاهرة) -مركزا للشورى وتبادل الرأي- ضم إلى عضويته هؤلاء المشايخ، وكانوا أغلبية في المركز والاجتماعات، لكن هذا لم يغب عن الشعب المصري إن السياسة الفرنسية
سياسة خداع وتخدير فثاروا على نابليون وقواده أكثر من ثورة، وشاركهم الأزهريون أنفسهم في ثوراتهم، بل كانوا في مقدمة الثائرين.

### أسرة محمد علي
بحلول منتصف القرن التاسع عشر، كان الأزهر قد تجاوز اسطنبول وكان يعتبر قبلة للخبرة القانونية السنية. مركزا رئيسيا للقوة في العالم الإسلامي. ومنافس لدمشق ومكة وبغداد.
ولما استقر الأمر لدولة (محمد علي الكبير) واتجه إلى الاستفادة من الحضارة الأوربية آنذاك واتجه إلى إرسال البعوث العسكرية والمدنية إلى إيطاليا وفرنسا وروسيا وغيرها، اختار أعضاءها جميعا من الأزهريين[بحاجة لمصدر]، وبعودتهم تباعا انبعثت في مصر -في عهده وعهود أبنائه- حركة علمية ناشطة، غطت ساحات العمل الميداني من ناحية وساحات الترجمة والتعليم والإعلام والقانون من ناحية أخرى.
وحتى ذلك التاريخ كان التعليم في الأزهر قائما على الاختيار الحر، بحيث يختار الطالب أستاذه والمادة التي يقوم بتدريسها، أو الكتاب الذي يقرؤه لطلابه، ويعرض نصوصه نصًا نصًا، فإذا اتم الطالب حفظه من علم الأستاذ، وأنس من نفسه التجويد تقدم لأستاذه ليمتحنه مشافهة، فإذا أظهر استيعابًا ونبوغًا منحه الأستاذ إجازة علمية مكتوبة، وكانت هذه الإجازة كافية لصلاحه بًان يشتغل بالتدريس في المدارس أو في المساجد أو في جامع الأزهر نفسه.
وظل العمل على ذلك حتى أواخر القرن التاسع عشر، حيث استعيض عنه بنظام التعليم الحديث، أو بنظام قريب منه بحسب الأحوال. وواكب ذلك إصدار عدة قوانين لتنظيم العمل بالأزهر. وأول هذه القوانين قانونا القرن التاسع عشر: أولهما في سنة 1872م ينظم طريقة الحصول على العالمية وموادها، وثانيهما في سنة 1885م، وأهم ما تناوله: تحديد صفة من يتصدى لمهنة التدريس في جامع الأزهر أن يكون قد انتهى من دارسة أمهات الكتب في أحد عشر فنا واجتاز فيها امتحانًا ترضى عنه لجنة من ستة علماء يرأسهم شيخ الأزهر.
وفي بداية القرن العشرين استصدر قانون سنة 1908 في عهد المشيخة الثانية للشيخ حسونة النواوي، وفيه تم تأليف مجلس عال لإدارة الأزهر برئاسة شيخ الأزهر، وعضوية كل من مفتي الديار المصرية، وشيوخ المذاهب الحنفي والمالكي والحنبلي والشافعي واثنين من الموظفين.وفيه أيضا تقسيم الدراسة لثلاث مراحل:
أولية وثانوية وعالية، ومدة التعليم في كل منها أربع سنوات، يمنح الطالب الناجح في كل مرحلة
شهادة المرحلة.
ثم تلاه القانون رقم 10 لسنة 1911 وفيه:
1. تجديد اختصاص شيخ الأزهر
2. إنشاء مجلس الأزهر الأعلى هيئة إشرافية
3. تنظيم هيئة كبار العلماء
4. نظام التوظف بالأزهر

وإثر صدور هذا القانون لوحظ إقبال المصريين على الأزهر، وأنشئت عدة معاهد في عواصم المدن المصرية.
وفي عهد المشيخة الأولى للشيخ محمد مصطفى المراغي أعد مشروع القانون رقم 49 لسنة 1930، لكنه اصدر في عهد مشيخة الشيخ محمد الأحمدى الظواهرى ويجمع الرأى على أن هذا القانون مثّل
خطوة موفقة لإصلاح الأزهر، ومكنه من مسايرة التقدم العلمي والثقافي والمعرفي.وفي هذا القانون
حددت مراحل التعليم أربعة مراحل: ابتدائية لمدة أربع سنوات، وثانوية لمدة خمس سنوات، وثلاث كليات للشريعة الإسلامية، وأصول الدين، واللغة العربية، مدة الدراسة بكل منها أربع سنوات، ثم تخصص مهنى مدته سنتان في القضاء
الشرعي والإفتاء، وفي الوعظ والإرشاد، وفي التدريس ثم تخصص المادة لمدة خمس سنوات تؤهل الناجح للحصول على العالمية مع درجة أستاذ ويعد هذا القانون الذي أنشئته بمقتضاه الكليات الثلاث
والتخصصات المدنية والعلمية هو الإرهاص لميلاد جامعة الأزهر القائمة الآن بمقتضى القانون 103 لسنة1961.
عندما تأسست المملكة المصرية عام 1923، تأخر التوقيع على دستور الأمة الجديد بسبب إصرار الملك فؤاد الأول على أن يخضع الأزهر والمؤسسات الدينية الأخرى له وليس البرلمان المصري. نُشرت طبعة الملك فؤاد الأول للقرآن لأول مرة في 10 يوليو 1924 من قبل لجنة من جامعة الأزهر وكان من بين أعضاء اللجنة البارزين العالم الإسلامي محمد ب. علي الحسيني الحداد. من الجدير بالذكر أن العلماء الغربيين / الأكاديميين العاملين في مصر في ذلك الوقت هم بيرجستراسر وجيفري. وبغض النظر عن الاختلافات المنهجية، تشير التكهنات إلى روح التعاون. كان بيرغستراسر معجبًا بالعمل بالتأكيد.
في مارس 1924، تم عزل عبد المجيد الثاني من منصب الخليفة، الزعيم الديني والسياسي الأعلى لجميع المسلمين في جميع أنحاء العالم. رفض شيخ الأزهر  وكان جزءًا من دعوة الأزهر لعقد مؤتمر إسلامي. عُقد «مؤتمر الخلافة» الفاشل تحت رئاسة المستشار الأكبر للأزهر في عام 1926 ولكن لم يتمكن أحد من الحصول على إجماع على الترشح في جميع أنحاء العالم الإسلامي. ومن بين المرشحين المقترحين للخلافة الملك فؤاد.

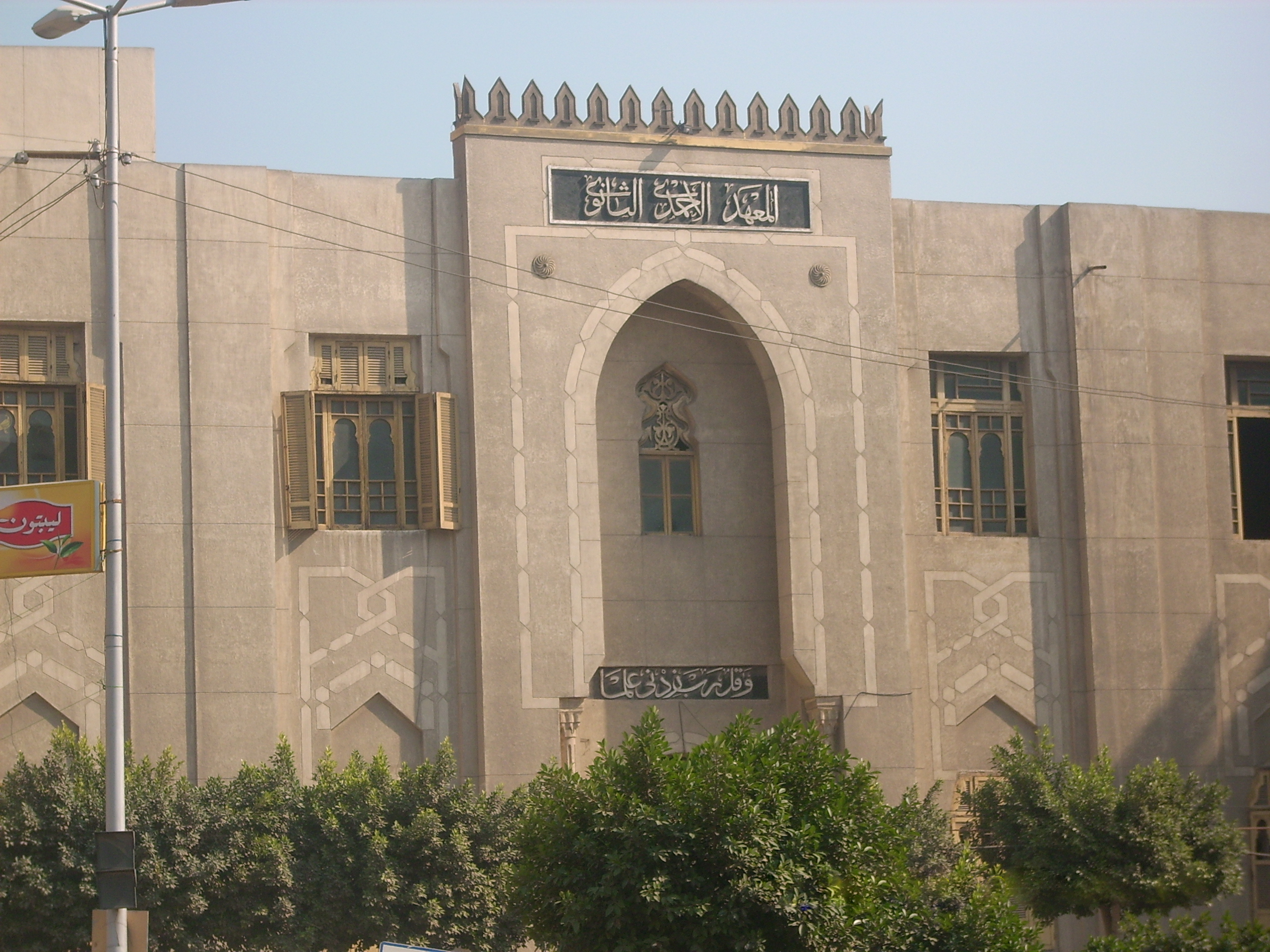
المعهد الأزهري بطنطا

### العصر الحديث
في عام 1961، أعيد تأسيس الأزهر كجامعة في ظل حكومة الرئيس الثاني لمصر جمال عبد الناصر عندما تمت إضافة مجموعة واسعة من الكليات العلمانية لأول مرة، مثل الأعمال والاقتصاد والعلوم والصيدلة والطب والهندسة. والزراعة. قبل ذلك التاريخ، صنفت موسوعة الإسلام الأزهر بشكل مختلف على أنه مدرسة، مركز للتعليم العالي، ومنذ القرن التاسع عشر، جامعة دينية، ولكن ليس كجامعة بالمعنى الكامل، في إشارة إلى عملية الانتقال الحديثة على أنها «من من المدرسة إلى الجامعة». تشير مصادر أكاديمية أخرى أيضًا إلى الأزهر كمدرسة في عصور ما قبل العصر الحديث قبل أن يتحول إلى جامعة. كما أضيفت هيئة تدريس نسائية إسلامية في العام نفسه، بعد ست سنوات من أن كانت زايب أون نيسا حميد الله أول امرأة تتحدث في الجامعة. 
صارت جامعة الأزهر هيئة من هيئات الأزهر الشريف، تختص بالتعليم العالي بالأزهر، إلى جانب هيئات أخرى للتعليم قبل المرحلة الجامعية الأولى، وأخرى للمجلس الأعلى للأزهر، وثالثة لمجمع البحوث الإسلامية الذي يختص بنشر الثقافة الإسلامية وتجلية التراث وتنقيته من الشوائب التي علقت به، وبشئون الدعوة والوفود الطلابية في العالم الخارجي وإعاشتهم، وقد أنشئت لهم مدينة سكنية
للإعاشة والإقامة والرعاية البدنية والنفسية، وخاصة لمن يأتون الأزهر على منح يقدمها لهم، بالإضافة إلى المنح التي تقدمها وزارة الأوقاف المصرية (المجلس الأعلى للشئون الإسلامية) هذا بالإضافة إلى
الوفود الإسلامية المتبادلة، والمراكز الثقافية الإسلامية التي أقامتها مصر في عديد من البلاد الأوروبية
الأمريكية والأفريقية وكذلك المعاهد التعليمية.
و بصدور القانون رقم 103 لسنة 1961 تحول النظام التعليمى إلى النظم التعليمية الحديثة، وتوسع الأزهر في نوعيات وتخصصات التعليم والبحث العلمي للبنين والبنات على السواء، وضم إلى الكليات الشرعية والعربية كليات للطب وطب الأسنان والصيدلة والعلوم والتربية والهندسة، والإدارة والمعاملات، واللغات والترجمة ويتلقى طلابها قدرًا لا بأس به في العلوم الدينية، لتحقيق المعادلة الدراسية بينهم وبين نظرائهم في الكليات الأخرى. في يناير 2025 أصدر رئيس جامعة الأزهر قرارا كلف فيه نائب رئيس الجامعة للدراسات العليا والبحوث بالإشراف على لجان تعريب المقررات الدراسية في كليات الطب البشري والصيدلة، وذلك بعد بعد أن دعا رئيس الجامعة إلى تعريب علوم الطب.

## الكليات
تضم جامعة الأزهر الكليات التالية بفرعيها البنين والبنات:
القاهرة
- كلية الطب
- كلية طب الأسنان
- كلية الصيدلة
- كلية العلوم
- كلية الهندسة
- كلية الزراعة
- كلية اللغة العربية
- كلية التجارة
- كلية الشريعة والقانون
- كلية أصول الدين والدعوة
- كلية الإعلام
- كلية اللغات والترجمة
- كلية التربية
- كلية التربية الرياضية
- كلية الدراسات الإسلامية والعربية
- كلية الدعوة الإسلامية
- كلية التمريض
- كلية الدراسات الإنسانية
- المعهد الفني للتمريض
- مركز الشيخ زايد لتعليم اللغة العربية لغير الناطقين بها
- مركز صالح كامل للاقتصاد الإسلامي

أسيوط
- كلية الطب
- كلية الزراعة
- كلية العلوم
- كلية طب الأسنان
- كلية الصيدلة
- كلية العلوم
- كلية أصول الدين والدعوة
- كلية اللغة العربية
- كلية الشريعة والقانون
- كلية الدراسات الإسلامية والعربية

تفهنا الأشراف
- كلية التربية
- كلية الشريعة والقانون
- كلية التجارة
- كلية الدراسات الإنسانية

الزقازيق
- كلية أصول الدين والدعوة
- كلية الدراسات الإسلامية والعربية
- كلية اللغة العربية
- كلية الدراسات الإسلامية والعربية

طنطا
- كلية أصول الدين والدعوة
- كلية القرآن الكريم للقراءات وعلومها
- كلية الشريعة والقانون
- كلية الاقتصاد المنزلي

المنصورة
- كلية اللغة العربية
- كلية أصول الدين والدعوة
- كلية الدراسات الإسلامية والعربية

مدن أخرى
- كلية الطب بدمياط
- كلية الدراسات الإسلامية والعربية بدمياط
- كلية الهندسة بقنا
- كلية الدراسات الإسلامية والعربية بقنا
- كلية أصول الدين والدعوة بالمنوفية
- كلية اللغة العربية بالمنوفية
- كلية الشريعة والقانون بدمنهور
- كلية اللغة العربية بإيتاي البارود
- كلية اللغة العربية بجرجا
- كلية الدراسات الإسلامية والعربية بدسوق
- كلية الدراسات الإسلامية والعربية بأسوان
- كلية العلوم الاسلامية للوافدين غير الناطقين باللغة العربية
- كلية الدراسات الإسلامية والعربية بالإسكندرية
- كلية الدراسات الإسلامية والعربية بني سويف
- كلية الدراسات الإسلاميه والعربية بسوهاج
- كلية البنات الأزهرية بالعاشر من رمضان
- كلية البنات الأزهرية بطيبة

## الفروع الدولية
لجامعة الأزهر فروع في عدة دول حول العالم منها؛
- جامعة الأزهر (غزة).
- جامعة الأزهر (الدوحة).
- جامعة الأزهر (ماليزيا).[34]

## الدرجات العلمية
تمنح الجامعة الدرجات العلمية على حسب الكلية والمجال وهي:
- إجازة عالية.
- درجة تخصص.
- درجة عالمية.

## المستشفيات التابعة
يتبع جامعة الأزهر عدد من المستشفيات التعليمية في عدة مدن مصرية هي:
- مستشفى سيد جلال الجامعي.[36]
- مستشفى الحسين الجامعي.[37]
- مستشفى جامعة الأزهر التخصصي.[38]
- مستشفى الزهراء الجامعي.[39]
- المركز الإسلامي لأمراض القلب وجراحاته.[40]
- مستشفى طب الأزهر بدمياط.
- مستشفى طب الأزهر بأسيوط.

## الشخصيات البارزة المرتبطة بالجامعة
القرنين العاشر والحادي عشر
- القائد الفاطمي جوهر بأمر من الخليفة المعز (972)
- العزيز بالله (975-996)
- الحكيم بأمر الله (996-1021)
- المستنصر بالله (1021-1036) والحافظ الدين الإله
- ابن الهيثم (965-1040) عالم فيزياء ورياضيات وفلك عربي، يُشار إليه باسم «أبو البصريات الحديثة».
- سبت المريديني (1423 - 1506) عالم فيزياء ورياضيات وفلك عربي.
- عبد العزيز الوافعي (القرن الخامس عشر) عالم فيزياء ورياضيات وفلك عربي.
- عبد القادر البغدادي (1620-1682 م) مؤلف وعالم لغوي ونحوي وقاضي ومحب للكتاب وموسوع أدبي رائد في العصر العثماني.

التاسع عشر - أوائل القرن العشرين
- محمد عبده وسيد جمال الدين أفغاني، مؤسس الحداثة الإسلامية
- عزالدين القسام مؤسس وقائد منظمة الكف الأسود (فلسطين)
- محمد أمين الحسيني مفتي القدس
- أحمد عرابي، القومي المصري ولواء الجيش الذي قاد ثورة عرابي ضد الخديوي توفيق.

من 1910 إلى 1950
- سيد مجتبى علي، كاتب وصحفي ومتحمس للسفر وأكاديمي وباحث ولغوي بنغالي. درس علي في جامعة الأزهر بالقاهرة خلال الفترة من 1934 إلى 1935.
- محمد هاندجيتش، زعيم إحياء البوسنة، وأحد مؤلفي كتاب «قرار مسلمي سراييفو» ورئيس لجنة الإنقاذ الوطني
- عمر عبد الرحمن الزعيم الروحي للجماعة الإسلامية في مصر
- تقي الدين النبهاني، زعيم ومؤسس الحزب السياسي الإسلامي، حزب التحرير (حزب التحرير)
- الشيخ أحمد ياسين، أحد مؤسسي حركة حماس وزعيمها
- سعد زغلول قائد ثورة 1919 في مصر
- طه حسين الكاتب والفكر المصري المؤثر
- محمد ما جيان، مترجم القرآن إلى اللغة الصينية
- أحمد مشاري العدواني، شاعر كويتي وكاتب النشيد الوطني للكويت النشيد الوطني
- أحمد الغمري، رجل دين مغربي، التحق في عام 1921، وانقطع عن الدراسة بسبب وفاة في الأسرة
- عبد الله الغمري، رجل دين مغربي، تخرج من الأزهر عام 1931
- أبو تراب الظاهري، كاتب سعودي هندي المولد

1950 إلى الوقت الحاضر
- درس أليكو دانجوتي، قطب الأعمال النيجيري وأغنى رجل في إفريقيا، إدارة الأعمال في الأزهر
- اختر رضا خان، مفتي الهند الأسبق.[41]
- محمد برهان الدين، داود البهرة، أجرى أبحاثًا وأعاد اكتشاف تاريخ جامعة الأزهر وحصل على الدكتوراه من جامعة الأزهر.[42]
- عبد الله يوسف عزام قيادي سلفي جهادي فلسطيني.
- شيري جاما أحمد، لغوية صومالية ابتكرت نصًا لاتينيًا للغة الصومالية.[43]
- محمود شلتوت  شيخ الأزهر، أصدر فتوى عام 1959، يعلن فيها أن الأزهر يعترف بالشيعة كفرع شرعي للإسلام
- محمود خليل الحصري، وهو الشهير قاري والقرآنية عالم.
- عبد الحليم محمود  شيخ الأزهر دراسة الصوفية كعلم من خلال كتاباته ومحاضراته في هذا الشأن
- احمد صبحي منصور  عالم إسلامي ورجل دين ومؤسس القرآنيين، الذي تم نفيه من مصر، ويعيش في الولايات المتحدة كلاجئ سياسي
- طه جابر العلواني، رئيس جامعة قرطبة (أشبورن، فيرجينيا، الولايات المتحدة الأمريكية)، والرئيس السابق للمجلس الفقهي لأمريكا الشمالية، ورئيس المعهد الدولي للفكر الإسلامي في هيرندون، فيرجينيا (الولايات المتحدة الأمريكية).[44]
- عبد الرحمن وحيد  الرئيس السابق لإندونيسيا
- محمد سيد طنطاوي  إمام الأزهر السابق (17 مارس 1996 إلى 10 مارس 2010)
- أحمد الطيب إمام الأزهر الحالي.
- محمد متولي الشعراوي  فقيه مصري مسلم
- مأمون عبد القيوم، رئيس جمهورية جزر المالديف السابق.
- السيد عبد الرحمن إمبيشكويا ثانجال العيدوسي الأزهري، باحث إسلامي من الولاية الهندية، كيرالا. الرئيس السابق لجمعية العلماء ساماستا كيرالا (1995-2004).
- عبد الله سعيد، رئيس القضاة السابق والمحكمة العليا لجمهورية جزر المالديف.[45]
- عبد الله محمد، رئيس المحكمة الجنائية بجمهورية جزر المالديف.[45]
- سلامات ب. هاشم، مؤسس وزعيم جبهة مورو الإسلامية للتحرير في الفلبين.
- الشيخ خليفة عثمان ناندو، المؤسس المشارك لجبهة مورو الإسلامية للتحرير في الفلبين ووالو من منطقة بانجسامورو المتمتعة بالحكم الذاتي في مينداناو المسلمة.
- فتح الله جميل - وزير خارجية جزر المالديف الأسبق.
- برهان الدين رباني، زعيم سابق لمجاهدي الحرب الأفغانية السوفيتية ورئيس أفغانستان
- محمد جميل ديدي، مؤلف وكاتب من جزر المالديف
- نيك عبد العزيز نيك مات Mursyidul Am (الزعيم الروحي) من الحزب الإسلامي لعموم ماليزيا (PAS) ومينتري بيسار (رئيس الوزراء) السابق لولاية كيلانتان الماليزية
- عبد الهادي أوانغ رئيس الحزب الإسلامي الماليزي (PAS) ومينتري بيسار (رئيس الوزراء) السابق لولاية تيرينجانو الماليزية
- عمر ماوت، الشريك المؤسس وزعيم منظمة ماوت الإرهابية في مراوي بالفلبين.
- باناكاد شهاب ثانجال زعيم ديني مسلم وسياسي وعالم إسلامي من ولاية كيرالا الهندية. قاضي لمئات من المحللين في ولاية كيرالا، الرئيس IUML ولاية كيرالا 1975-2009
- سعيد الرحمن عزمي نادفي مدير دار العلوم ندوة العلماء ومستشار الجامعة المتكاملة.
- تيموثي وينتر مؤسس كلية كامبريدج الإسلامية. وهو أيضًا أستاذ مؤسسة عزيز للدراسات الإسلامية في كل من كلية كامبريدج الإسلامية وكلية إبراهيم، ومدير الدراسات (اللاهوت والدراسات الدينية) في كلية ولفسون، ومحاضر الشيخ زايد للدراسات الإسلامية في كلية اللاهوت في جامعة كامبريدج.
- محمود عاشور وكيل الأزهر الأسبق.
- عباس شومان وكيل الأزهر السابق.
- محمد عبد الرحمن الضويني وكيل الأزهر الحالي.
- إبراهيم الخولي أستاذ البلاغة والنقد بكلية اللغة العربية جامعة الأزهر، والمفكر الإسلامي الكبير، صاحب المناظرات الشهيرة دفاعاً عن الفكر الإسلامي ضد العلمانية والتغريب.

### هوامش
1. الأزهر في ألف عام للدكتور/محمد عبد المنعم خفاجى.
2. بدائع الزهور لابن إياس.
3. تاريخ الحركة القومية لعبد الرحمن الرافعي.
4. خطط المقريزى.
5. دائرة المعارف للبستانى.
6. منبر الإسلام: عدد تاريخي بمناسبة العيد الألفي للأزهر الشريف، عدد جمادى الأولى وجمادى الأخرى 1403هـ/مارس 1983م (وفيه أكثر من ستين موضوعا متنوعًا.

## وصلات خارجية
- الموقع الرسمي
- موقع جامعة الازهر .
- الرابطة العالمية لخريجي جامعة الازهر
- مركز الازهر لتعليم اللغة العربية لغير الناطقين بها
- مركز تعليم اللغة الإنجليزية
- بوابة التعليم الإلكتروني والتعليم عن بعد
- صفحات الازهر